# Gatersleben
Gatersleben este o comună din landul Saxonia-Anhalt, Germania.